# Alek Skarlatos
Aleksander Reed Skarlatos, detto Alek (Roseburg, 10 ottobre 1992), è un ex militare statunitense.
Aleksander Skarlatos è noto per aver fermato un terrorista, insieme a Anthony Sadler e Spencer Stone, durante l'attacco al treno numero 9364 del Thalys avvenuto il 21 agosto 2015.

## Attacco al Thalys nel 2015
Alek Skarlatos, Spencer Stone e Anthony Sadler Jr. sono amici fin dall'infanzia. il 21 agosto 2015, mentre sono in vacanza, viaggiano sul treno Thalys 9364 da Amsterdam a Parigi via Bruxelles. Ayoub El Khazzani, nella vettura 12, armato di un AKM e dotato di 270 cartucce, spara a un passeggero che aveva tentato di intercettarlo. Stone si lancia sul tiratore e, in un combattimento ravvicinato contro di lui, riceve ferite da taglio alla nuca, all'osso della fronte e alla mano (quasi perdendo il pollice). Skarlatos afferra l'arma dell'aggressore e lo colpisce con il calcio del fucile fino a quando El Khazzani diventa incosciente.

Saddler, Skarlatos e Stone hanno scritto un'opera autobiografica: 15:17 per Parigi, pubblicata ad agosto 2016, per raccontare gli eventi relativi a questo attacco. Clint Eastwood ha prodotto un film con lo stesso titolo, in cui ognuno dei tre uomini ha interpretato il proprio ruolo. Il film è uscito negli Stati Uniti il 9 febbraio 2018 ed in Italia l'8 febbraio.

### Premi
A seguito dell'atto di eroismo, Sadler, Skarlatos e Stone sono balzati all'attenzione pubblica. Il presidente francese François Hollande ha assegnato loro il grado di Cavaliere della Legione d'Onore. I tre uomini hanno ricevuto anche le congratulazioni da Bernard Cazeneuve e David Cameron. Nel corso di una cerimonia al Pentagono, Skarlatos ha ricevuto la Airman Medal USAF e Purple Heart. Riceve anche la Secretary of Defense Medal for Valor del Secretary of Defense Medal for Valor e la Decorazione civica per atto di coraggio.
Skarlatos ha anche ricevuto la Soldier's Medal il 17 settembre dal presidente americano Barack Obama.
Il 24 novembre ha partecipato alla 21ª stagione del programma televisivo della ABC Dancing with the Stars, arrivando al terzo posto in classifica insieme alla ballerina Lindsay Arnold.

### Naturalizzazione
Con Anthony Sadler e Spencer Stone, ha presentato ad aprile 2018 una richiesta di naturalizzazione per ottenere la nazionalità francese. È  stata loro attribuita il 20 settembre 2018 (data di pubblicazione nella Gazzetta ufficiale della Repubblica francese), retroattiva alla data della loro richiesta. Hanno ottenuto i loro certificati di naturalizzazione durante una cerimonia organizzata il 31 gennaio 2019 a Sacramento, in California, con il consolato generale francese di San Francisco.

## Filmografia
- 2018: Ore 15:17 - Attacco al treno (The 15:17 to Paris), regia di Clint Eastwood

## Doppiatori italiani
- Emanuele Ruzza in Ore 15:17 - Attacco al treno